# Limbi izolate
Limbile izolate sunt limbi care nu se înrudesc cu nici o altă limbă cunoscută, sau cel puțin nu s-a putut (încă) demonstra că se înrudesc cu vreo altă limbă. Cu alte cuvinte, o limbă este izolată atunci când este singura din familia sa de limbi.
O limbă izolată este orfană, adică apartenența ei la o familie lingvistică cunoscută nu a fost dovedită. Exemplul cel mai cunoscut este  basca, care este vorbită în Spania și în Franța. Este foarte diferită față de limbile vecine, care sunt indo-europene. Lingviștii au comparat basca cu alte limbi vorbite în Europa, în Caucaz și chiar în America, dar până acum nu a fost demonstrată nicio înrudire.  Coreeana este o altă limbă cunoscută izolată, deși unii lingviști au propus o legătură cu limbile altaice sau  japoneza. Japoneza este ea însăși adesea considerată drept o limbă izolată, dar ea ar aparține cel mai bine unei familii lingvistice mici, japoneza, care include unele limbi înrudite precum okinawa.

## Motive
Există mai multe motive pentru existența unor limbi izolate:
- limbi înrudite dispărute sau necunoscute, o limbă izolată, ar putea să fi avut limbi înrudite, dar toate au dispărut, fără eventuale urme;

- Izolare îndelungată,  o limbă separată de  „limba mamă”  pentru perioadă îndelungată devine diferită de limbile provenite de la aceeași  „limba mamă” .

## Lista limbilor izolate
- Limba ainu
- Limba bască
- Limba burușaski
- Limba coreeană
- Limba etruscă
- Limba japoneză
- Limba ket
- Limba sumeriană